# Двадцать центов США
20 центов США — серебряные монеты США номиналом в 20 центов, которые чеканились несколько лет — с 1875 по 1878 годы. На аверсе монеты изображён бюст женщины, символизирующей Свободу, а на реверсе белоголовый орлан — геральдический символ США.

## История
20-центовые монеты США выпускались непродолжительное время — с 1875 по 1878 годы. При этом лишь в 1875 и 1876 они поступали в обращение. 950 монет 1877–1878 годов выпускались качества «пруф» для коллекционеров. За 4 года чеканки было выпущено 1 миллион 355 тысяч монет, из которых 1 миллион 100 тысяч в 1875 году на монетном дворе Сан-Франциско.
История введения монеты номиналом в 20 центов включает ряд факторов. Введение нового закона о чеканке монет в 1873 году привело к исчезновению из обихода 5 центов. В результате стали возникать трудности при размене весьма распространённых 25 центов. Введение 20-центовой монеты также лоббировали владельцы серебряных рудников на западе США. Их целью была продажа скопившихся запасов серебра для чеканки новых монет.
Выпуск монеты оказался весьма непродуманным. По размеру и изображению она напоминала находившиеся в обиходе и распространённые 25 центов с сидящей Свободой. Различия в монетах были столь незначительны, что их часто путали. В результате возникшего неудобства выпуск монеты вскоре был прекращён и до сегодняшнего дня более не возобновлялся.
25 центов с сидящей Свободой чеканились на 3 монетных дворах. О происхождении монеты из того или другого монетного двора свидетельствует небольшая буква под изображением орлана:
- отсутствует — монетный двор Филадельфии, Пенсильвания
- CC — монетный двор Карсон-Сити, Невада
- S — монетный двор Сан-Франциско, Калифорния

## Изображение
Аверс повторяет лицевую сторону других монет того времени — 1 доллара, 50, 25, 10 и 5 центов. Этот дизайн был разработан гравёром Кристианом Гобрехтом.
Реверс аналогичен торговому доллару США.

### Аверс
На аверсе монеты изображена сидящая на скале женщина, символизирующая Свободу. В правой руке она держит щит, на котором написано «LIBERTY», а в левой — палку с надетым на неё фригийским колпаком, символом свободы и революции. Женщина одета в тогу. Под изображением Свободы находится год чеканки монеты. Над ней полукругом расположено 13 звёзд.
Художником и гравёром была допущена ошибка, из-за которой правая рука выглядит непропорционально больше левой.
Изображение Свободы напоминает английский символ — «Британия», который изображался на реверсе английских монет. По всей видимости, она и послужила прообразом Свободы, помещённой на монетах.

### Реверс
На реверсе изображён белоголовый орлан — геральдический символ США, держащий в лапах стрелы и оливковую ветвь. Над ним полукругом расположена надпись «UNITED STATES OF AMERICA», а под ним номинал монеты «TWENTY CENTS».

## Тираж
| Год  | Отчеканено в Филадельфии | Отчеканено в Карсон-Сити | Отчеканено в Сан-Франциско |
| ---- | ------------------------ | ------------------------ | -------------------------- |
| 1875 | 37 000 (2 790)           | 133 290                  | 1 155 000                  |
| 1876 | 14 640 (1 260)           | 10 000                   |                            |
| 1877 | (350)                    |                          |                            |
| 1878 | (600)                    |                          |                            |

(в скобках обозначено количество монет качества пруф)